# 国道B4号 (ナミビア)

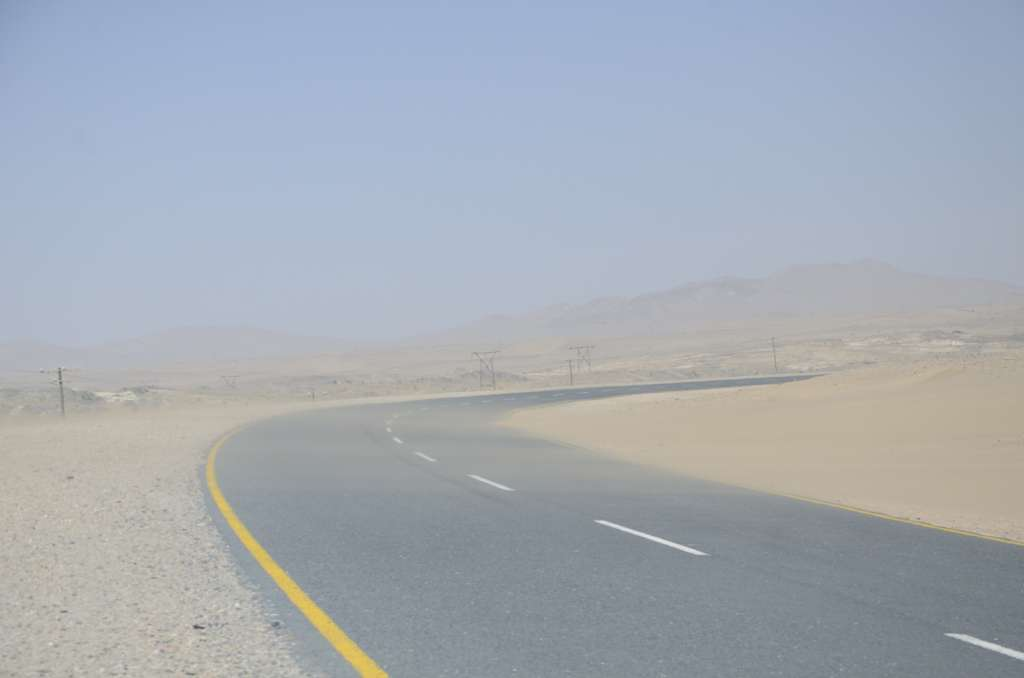
国道B4号

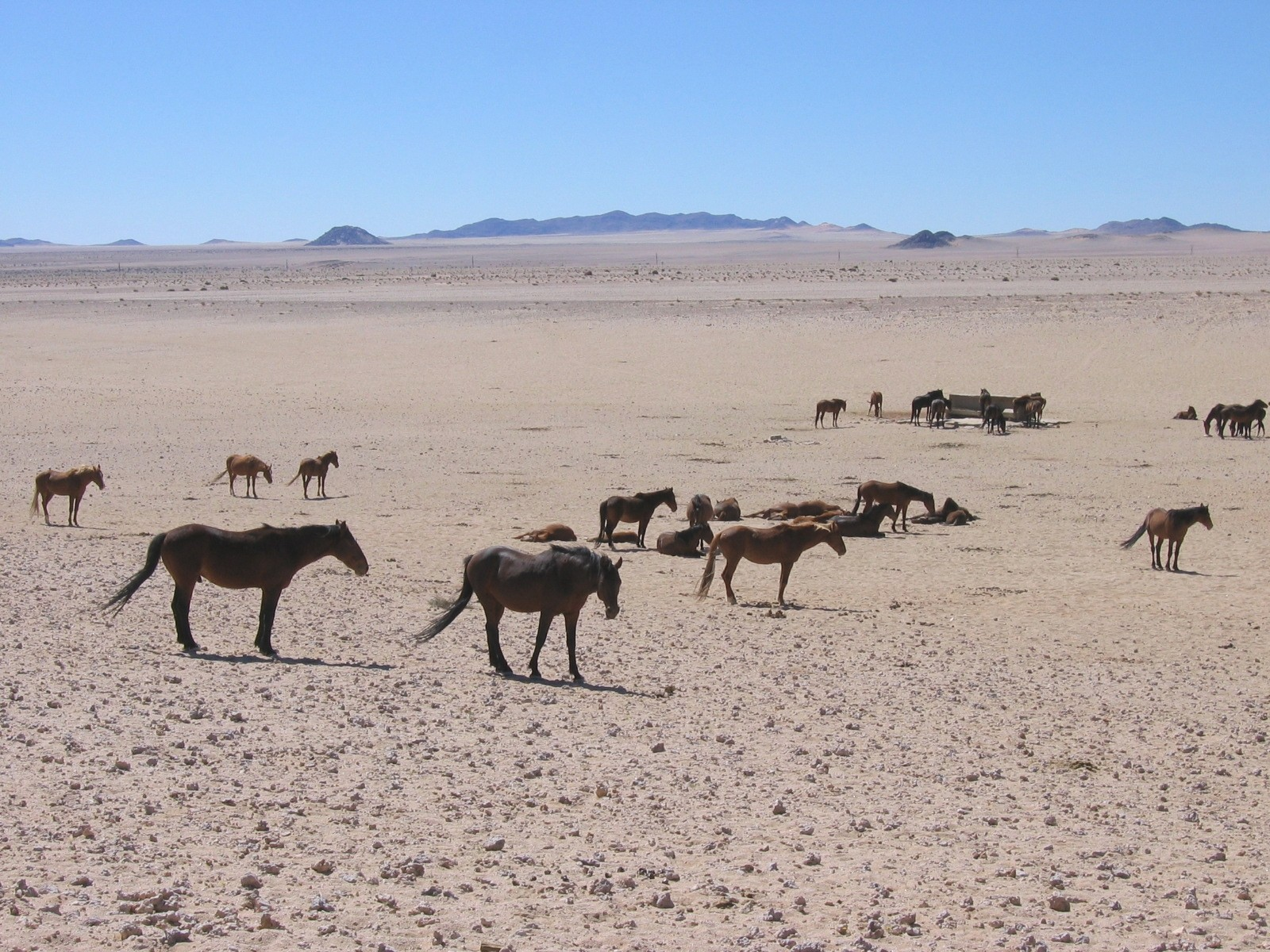
国道B4号沿いの風景

国道B4号（こくどうビーよんごう、英：The B4）はナミビアの国道のひとつ。ナミビア西南部のカラス州中部を東西に330kmかけて横断し、大西洋沿岸部のリューデリッツと内陸部のケートマンスフープとを結び、ケートマンズフープで南北に走る国道B1号と接続している。

## 通過自治体
- カラス州
  - ケートマンスフープ - セーハイム -　ゴアゲブ - アウス - コールマンスコップ - リューデリッツ